# Chamar uma pá de pá
"Chamar uma pá de pá" (do inglês,  To call a spade a spade) é uma expressão anglófona que significa falar clara e diretamente sobre um assunto considerado delicado ou embaraçoso, chamando as coisas pelos seus próprios nomes e falando francamente, sem  meias palavras, mesmo que isto seja inconveniente ou desagradável. Segundo o Brewer’s Dictionary of Phrase and Fable (1913) a expressão  tem o sentido de ser franco e claro, até ao ponto de ser rude.

## Origens e usos
A mais antiga fonte dessa expressão é a Apophthegmata Laconica (178b), parte da Moralia  de Plutarco (46 - 126 d.C.). Ali está registrada a sentença  την σκαφην σκαφην λεγοντας (translit. ten skafen skafen legontas, que, em português, significa "chamar a tigela de tigela" ou "o pão de pão"  Dessa expressão existe uma variante, que Luciano de Samósata  (ca. 125 - ca.180) refere como sendo oriunda do teatro cômico,  atribuída a Menandro ou a Aristófanes.  Em Quomodo Historia conscribenda sit ("Como se deve escrever a História"), livro 59 § 41-42,  escreve,  Luciano, assumidamente inspirado em Tucídides, escreve: τα συκα συκα, την σκαφην δε σκαφην ονομασων (translit. ta suka suka, ten skafen de skafen onomason : "chama os figos de figos e o pão de pão"  ou "chama os figos de figos e a taça de taça" (ou "a tigela de tigela")  Mas há outras traduções possíveis para a expressão, pois a palavra grega σκαφην (translit. skafen) comporta vários significados.
Na  Apophthegmatum opus, a tradução latina da obra de Plutarco feita por Erasmo de Roterdão, no século XV, a palavra grega σκαφην (skafen) foi traduzida erroneamente como lỉgṏ, "picareta" . A frase foi introduzida no inglês em 1542, através da tradução dos Apophthegmesde Erasmus, feita por Nicolas Udall, na qual a palavra lỉgṏ aparece traduzida como "pá":
Filipe respondeu, que os macedônios não faziam rodeios para falar, sendo completamente grosseiros, diretos e rústicos, já que não viam outra maneira de chamar uma pá senão de pá.
Oscar Wilde, em seu romance O Retrato de Dorian Gray (cap. XVII), deprecia o realismo na literatura através das palavras de Lorde Henry:

"O homem que chamasse uma pá de pá deveria ser obrigado a usar uma."
A expressão também aparece na peça de Wilde A importância de ser sério, quando Cecily declara: 

"Quando vejo uma pá, chamo-a de pá".
Ao que Gwendolen responde: 

"Fico feliz em dizer que nunca vi uma pá. É óbvio que nossas esferas sociais são completamente diferentes." 
Contemporaneamente, nos Estados Unidos, essa expressão idiomática é evitada já que o termo spade é considerado como insulto étnico aos negros, registrado em 1928. 
. No Reino Unido, usa-se como equivalente a forma, mais enfática, "to call a spade a bloody shovel," expressão atestada desde 1919, segundo registra The Oxford English Dictionary.

## Em outras línguas
A expressão tem equivalentes em várias outras línguas, dentre as quais: 
- português  -  "pão, pão, queijo, queijo", "dar nome aos bois" ou "chamar as coisas pelo nome".
- italiano - dire pane al pane e vino al vino ("chamar pão de pão e vinho de vinho")
- francês - appeler un chat un chat ("chamar um gato de gato") [11]
- espanhol - llamar al pan, pan y al vino, vino (chamar pão de pão e vinho de vinho")
- alemão - das Kind beim Namen nennen ("chamar a criança pelo nome" )
- islandês - að segja hlutina eins og þeir eru ("dizer as coisas como elas são")
- dinamarquês - at sige tingene, som de er ("dizer as coisas como elas são")